# Oracle Belline
L'oracle Belline ou Oracle de Belline est un jeu de cartomancie, publié pour la première fois en 1960 par La Ducale.

## Histoire
D'après Belline, ces cartes auraient été dessinées entre 1845 et 1865 par Jules Charles Ernest Billaudot plus connu sous le nom de Mage Edmond (1829-1881) ; ces cartes sont un ensemble de symboles destinés à la divination qui mélangent les lames du tarot de Marseille et du premier jeu d’Etteilla. Pour certains auteurs[Qui ?], la correspondance et la signification des arcanes sont empruntées du livre de Paul Christian "L’homme rouge des Tuileries" paru en 1863.
Le Mage Edmond commença sa carrière au 30 rue Pierre-Fontaine[réf. nécessaire]. Marcel Forget, dit Belline, voyant du XXe siècle qui exerça de 1950 à 1980 et qui, depuis 1955, consultait au 45 de la même rue, donna son nom au jeu qu'il aurait découvert.
D'après ses dires, une consultante qui déménageait pour se retirer à la campagne lui aurait demandé de venir prendre chez elle des documents qui pourraient l'intéresser. Il s'y serait rendu et aurait découvert ainsi des jeux de cartes et un manuscrit qui à l'époque auraient pu être daté de plus d’un siècle et auraient pu appartenir à l’un des prédécesseurs dans les lieux, le célèbre Mage Edmond voyant du XIXe siècle qui en son temps aurait prédit entre autres le succès littéraire à Alexandre Dumas et l'exil à Victor Hugo.
Le Mage Edmond aurait créé deux jeux divinatoires : 
- L'oracle Belline, jeu de 53 cartes, publié en 1961 par Grimaud. La toute première édition toutefois semble avoir plutôt été publiée par la Ducale en 1960.
- Le Grand Tarot Belline, un jeu de tarot copié sur le modèle du tarot de Marseille, de 78 cartes numérotées de 0 (le Fou) à 77 (le Dix de Denier). Ce jeu, édité pour la première fois par Belline comporte des cartes de grande taille et a été réédité par J.P. Simon, Paris.

Créé au XIXe ou au XXe siècle, l'Oracle Belline est devenu assez populaire[réf. nécessaire].

## Composition du jeu
L'oracle Belline comprend 53 cartes cartonnées plastifiées. Ce jeu se fonde sur une structure astrologique fondée sur le "septénaire". En effet, sur chaque carte figure le symbolisme d'une des 7 planètes fondamentales (Soleil, Lune, Mercure, Vénus, Mars, Jupiter et Saturne), l'oracle se divisant en 7 groupes de 7 cartes, soit 49 cartes auxquelles s'ajoutent 3 cartes sans référence planétaire ('La clef' représentant la destinée, 'L'étoile de la femme' représentant soit la consultante soit une femme proche, 'L'étoile de l'homme' représentant soit le consultant soit une présence masculine) ainsi qu'une carte 'bleue', non influencée par une planète et ne portant aucun nombre (c’est une carte bénéfique, sorte de talisman, protection). Certains jeux possèdent une carte avec la photo du Mage Edmond.
La référence au Mage Edmond figure dans le jeu même puisque le nom d'Edmond est écrit sur quatre cartes : 'la clef' ou 'la destinée' (carte n°1), 'L'étoile de l'homme' (carte n°2), 'L'étoile de la femme' (carte n°3) et 'La nativité' (carte n°4), à l'instar de son prédécesseur Etteilla dont le nom figurait également dans sa version du jeu de tarot.
La liste intégrale des 53 cartes est la suivante :

### Cartes sans influences planétaires
- Carte bleue
- La destinée (carte no 1)
- L'étoile de l'homme (carte no 2)
- L'étoile de la femme (carte no 3)

### Série solaire
- Nativité (carte no 4)
- Réussite (carte no 5)
- Élévation (carte no 6)
- Honneurs (carte no 7)
- Pensée Amitié (carte no 8)
- Campagne Santé (carte no 9)
- Présents (carte no 10)

### Série lunaire
- Trahison (carte no 11)
- Départ (carte no 12)
- Inconstance (carte no 13)
- Découverte (carte no 14)
- L'eau (carte no 15)
- Les pénates (carte no 16)
- Maladie (carte no 17)

### Série mercurienne
- Changement (carte no 18)
- Argent (carte no 19)
- Intelligence (carte no 20)
- Vol Perte (carte no 21)
- Entreprises (carte no 22)
- Trafic (carte no 23)
- Nouvelle (carte no 24)

### Série vénusienne
- Plaisirs (carte no 25)
- La paix (carte no 26)
- Union (carte no 27)
- Famille (carte no 28)
- Amor (carte no 29)
- La table (carte no 30)
- Passions (carte no 31)

### Série martienne
- Méchanceté (carte no 32)
- Procès (carte no 33)
- Despotisme (carte no 34)
- Ennemis (carte no 35)
- Pourparlers (carte no 36)
- Feu (carte no 37)
- Accident (carte no 38)

### Série jupitérienne
- Appui (carte no 39)
- Beauté (carte no 40)
- Héritage (carte no 41)
- Sagesse (carte no 42)
- La renommée (carte no 43)
- Le hasard (carte no 44)
- Bonheur (carte no 45)

### Série saturnienne
- Infortune (carte no 46)
- Stérilité (carte no 47)
- Fatalité (carte no 48)
- La grâce (carte no 49)
- Ruine (carte no 50)
- Retard (carte no 51)
- Cloître (carte no 52)

## Tirages
Les modes de tirage sont expliqués dans le livret accompagnant le jeu de cartes. La méthode d'interprétation et les textes explicatifs sont de Belline.
Quel que soit le tirage, la première étape consiste à battre les cartes puis à faire couper soit par le consultant soit par soi-même (si l'on consulte pour soi), cette coupe s'effectuant préférentiellement de la main gauche (considérée comme plus "intuitive").
Le tirage classique, pratiqué dans d'autres jeux divinatoires[5] et censé répondre à des questions précises, est le tirage en croix "4 cartes placées en croix et une placée au centre"
- La première carte sortie est placée à gauche du devin ; elle représente l'affirmation ; elle plaide pour, exprime la qualité, l'orientation, l'aide qu'on peut attendre.
- La deuxième est placée à droite ; elle représente la négation, elle plaide contre et prédit ce qui est défavorable, ce qu'il faut éviter. Elle exprime les difficultés, les dangers, les ennuis.
- La troisième est placée devant le devin et assez loin de lui ; elle forme la discussion : c'est le juge. Elle indique le chemin à suivre.
- La quatrième est placée devant le devin et assez près de lui ; elle constitue la solution : c'est la sentence. C'est la solution et présage le résultat définitif.
- La cinquième, enfin, est placée au milieu des quatre autres dont elle apporte la synthèse ; elle résume l'essentiel de l'objet de la consultation
- Ainsi les cartes 1 et 2 (sur le plan horizontal) décrivent, alors que les cartes 3 et 4 (sur le plan vertical) prédisent.

Dans son opuscule, Belline lui-même donne trois autres types de tirage : la "méthode Belline" (le consultant donne un chiffre qui correspond à la carte qui est retournée et posée sur le tapis, ainsi de suite jusqu'à ce qu'il n'y ait plus de cartes dans le paquet, l'interprétation s'effectuant ensuite de droite à gauche), la "méthode des prénoms" (le consultant choisit autant de cartes qu'il y a de lettres dans son prénom ou dans celui de la personne qui l'intéresse) et la "méthode du nombre cosmique" (choisir 12 cartes, les étaler sur une ligne, les retourner et les interpréter de gauche à droite).
Certains auteurs donnent la signification des combinaisons de cartes (voir la bibliographie) à l'instar du tirage à 6 lames. Mais celles-ci semblent issues de leur pratique personnelle. Belline lui-même indique dans le livret de présentation qu"a priori il n'y a pas de règle de lecture" concernant les rapprochements de plusieurs cartes, le consultant devant se fier à son intuition et à son expérience.

### Étude universitaire
- Nolwenn Piquant, Les archives du mage Edmond 1829-1881), un aperçu de l’occultisme au milieu du XIXe siècle : influences philosophiques et iconographiques. Mémoire de recherche (2e année de 2e cycle), Parcours Muséologie, École du Louvre, 08/2019.

### Manuels et méthodes d'interprétation
- Le grand livre de l'oracle Belline, Marie Delclos, Trajectoire Éditions, 1995,  (ISBN 2841970027)
- L'oracle de Belline dans la vie quotidienne, Les 2652 combinaisons dévoilées, Colette Silvestre, Trajectoire Éditions, 1998,  (ISBN 2841970876)
- La pratique de l'Oracle Belline, Corinne Morel, Éditions Bussière, 1999
- L'Oracle Belline, combinaisons et tirages, les 52 cartes dévoilées, toutes les associations des cartes entre elles, Stéphanie Bellecourt, Ed. Exclusif 2003,  (ISBN 2848910011)
- Le livre d'or de l'Oracle Belline, les explications des cartes pour tous les domaines de la vie, 12 méthodes de tirage expliquées, Sylvie Lacombe, Ed. Exclusif 2004,  (ISBN 2848910178)
- L'Oracle de Belline, Claude Darche, Ed Dangles, 2004
- Oracle Belline Manuel pratique de base, Viviane, Ed du Dauphin 1997 (nouvelle édition 2010/2011),  (ISBN 978 2 7163 1416 9) (l'auteur a écrit 3 autres livres sur le sujet)
- Cours complet sur l'Urne du Destin et l'Oracle Belline, Kuhner Christine, Ed du Chaudron Magique, 2012
- L'Oracle Belline : Plus de 2600 associations des cartes, Stéphanie Bellecourt, Ed Exclusif, 2012,  (ISBN 9782848911229)
- L'Oracle de Belline, Le guide complet d'initiation, Françoise Miquel, Éd. Animae, 2024,  (ISBN 978-2-38564-081-1)